# Amphore

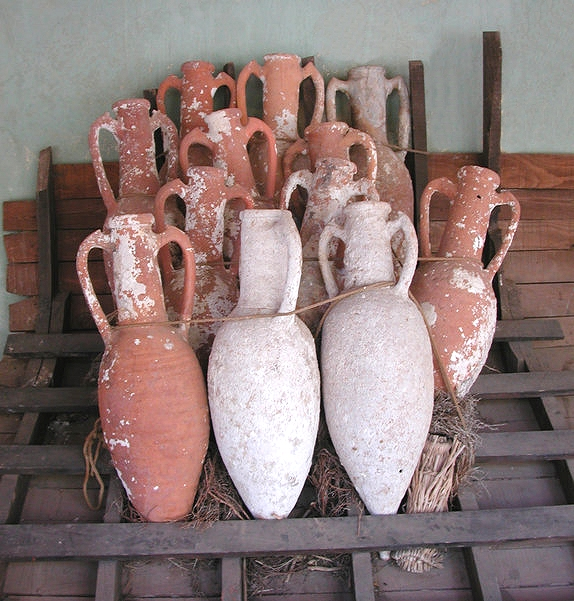
Gebrauchsamphoren, Bodrum

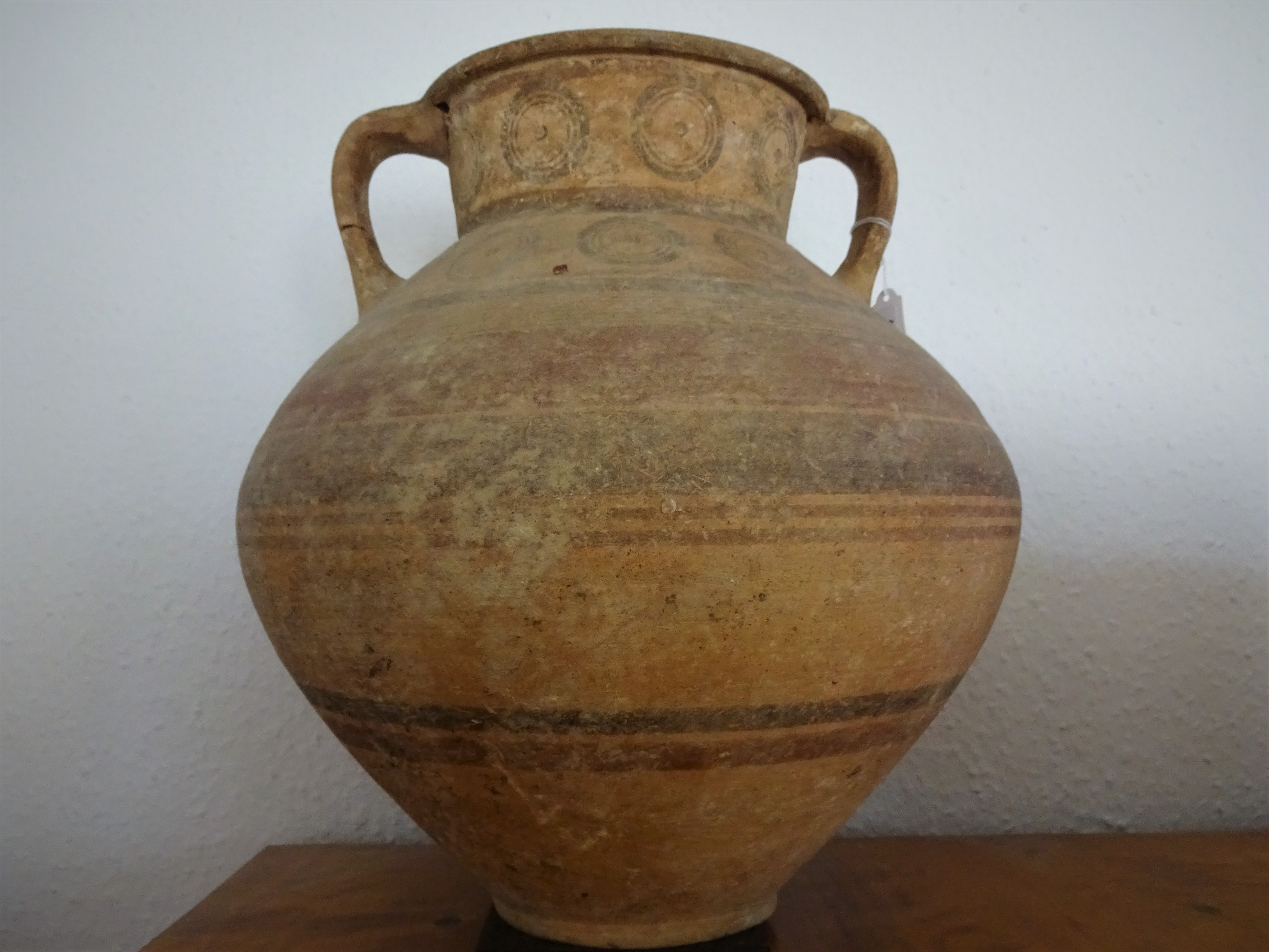
Amphore vom östl. Mittelmeer, ca. 750–600 v. Chr.

Eine Amphore oder Amphora (von altgriechisch ἀμφορεύς amphoreus ‚zweihenkliges Tongefäß‘; gebildet aus ἀμφί amphí ‚auf beiden Seiten‘ sowie φέρειν phérein ‚tragen‘) ist ein bauchiges enghalsiges Gefäß mit zwei Henkeln meist aus Ton, aber auch aus Metall (Bronze, Silber, Gold). Durch zwei Henkel sollte ursprünglich das Tragen erleichtert werden. Die griechischen feinkeramischen Amphoren sind zu den antiken Vasen zu zählen.
Als Amphore wird jede Töpferware betrachtet, die zwei Henkel hat und deren Basis, die häufig aus einer Spitze oder einem Knopf besteht, die eine vertikale Aufrechthaltung schlecht oder gar nicht ermöglichen.
Die Amphora ist auch eine Maßeinheit. Das Volumen als römisches Hohlmaß beträgt einen römischen Kubikfuß, das sind etwa 26,026 l.

## Zweck der Formgebung

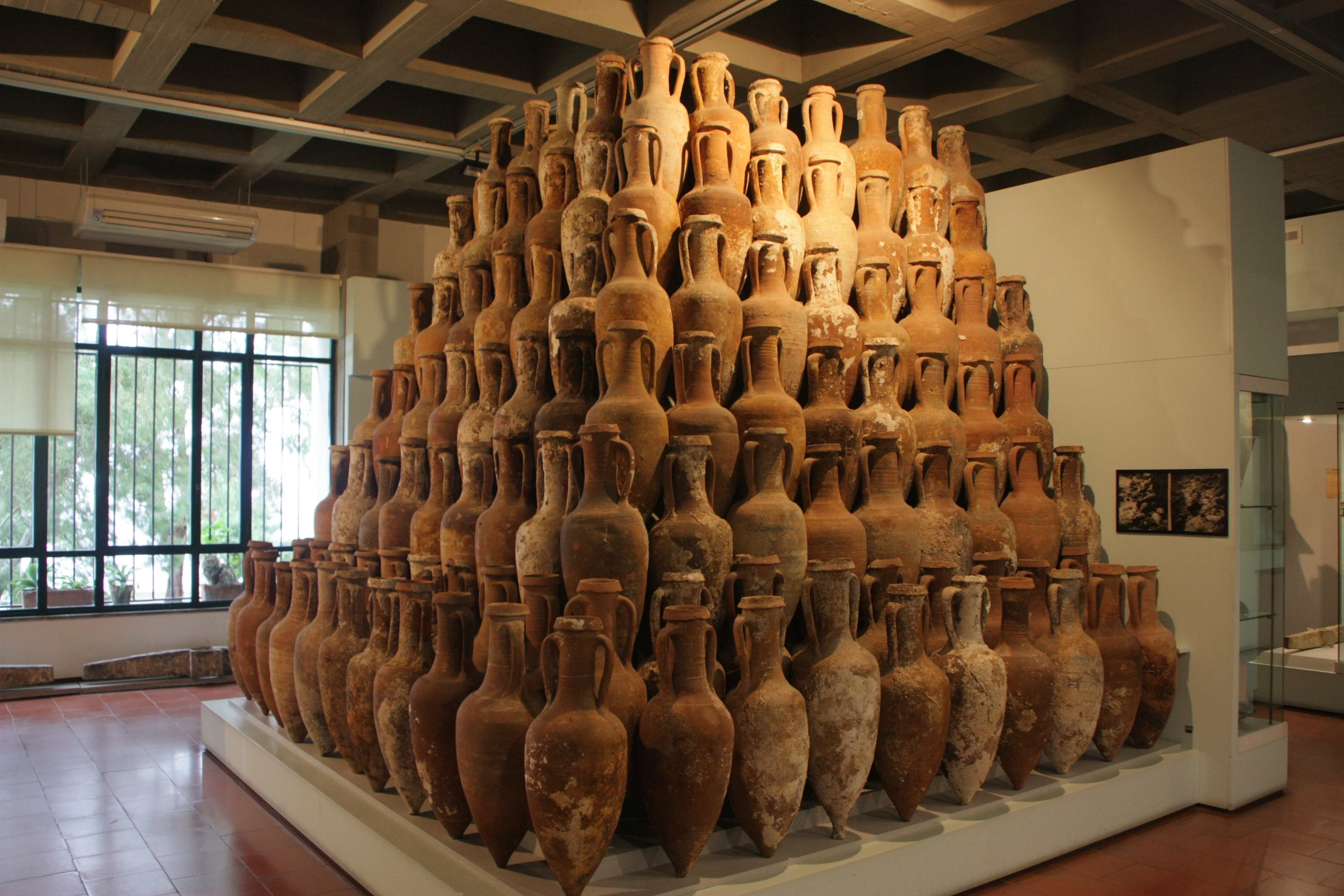
Amphoren, so wie sie in den Laderäumen aufgeschichtet wurden (Museo Archeologico Eoliano in Lipari),
(siehe auch: Schemata der Stapelung)

Funde aus Schiffswracks haben gezeigt, dass die stehenden Amphoren in mehreren Schichten so verpackt waren, dass die „Böden“ einer darüber liegenden Schicht in die Zwischenräume zwischen die „Schultern“ der unteren Schicht passten. Somit wurden die Belastungspunkte durch die vier Kontaktpunkte mit den Amphorenböden der darüber liegenden Schicht und die vier Kontaktpunkte mit den Amphorenschultern darunter bestimmt. Jede Schicht würde einem zusätzlichen Gewicht von einem Viertel einer einzelnen Amphore an jedem Belastungspunkt entsprechen.

## Verwendung
Amphoren wurden in der Antike als Vorrats- und Transportgefäße unter anderem für Öl, Oliven und Wein sowie für Honig, Milch, Getreide, Garum, Südfrüchte wie Datteln und anderes benutzt. Sie wurden in jenen Regionen hergestellt, in denen die Transportgüter erzeugt wurden, also etwa dort, wo Wein- oder Olivenanbau stattfand. Je nach Inhalt ist das Volumen unterschiedlich, Fassungsvermögen betragen zwischen 5 und 50 Liter.
Häufig wurden sie als Einwegbehälter nach dem Transport weggeworfen, so besteht der Monte Testaccio in Rom zu großen Teilen aus Amphorenscherben. Andere Exemplare fanden eine neue Verwendung, etwa als Urne bei Brandbestattungen oder zur Abdeckung der Toten bei Körpergräbern. Aufwändiger gestaltete Amphoren verfügen über, etwa mit Tierfiguren, verzierte Henkel.
Heute werden Amphoren nur mehr zu Zierzwecken, beispielsweise als Vase, hergestellt. Eine besondere Rolle spielt die Amphore bis heute bei der Herstellung spezieller Weine, dem sogenannten „Amphorenwein“. Dieser Ausbau ist vor allem bei „biodynamischen Weinen“ beliebt, aber auch geschwefelte Weine aus Georgien werden häufig in speziellen Amphoren ausgebaut. Siehe auch: Quevri-Wein.

## Archäologische Bedeutung
Ein Wandel der Formen sowie häufige Aufschriften bieten Datierungsmöglichkeiten. Absolut datierbare Funde aus Schiffswracks und anderen geschlossenen Funden erlauben eine zeitliche Einordnung. Die Chronologie der vorrömischen Eisenzeit Mitteleuropas bezieht auch die Amphorenchronologie mit ein.
Da Herkunft und Inhalt vieler Amphorenformen bekannt sind, erlauben archäologische Funde darüber hinaus die Rekonstruktion von Handelsverbindungen. Zahlreiche Amphoren weisen auch Amphorenstempel auf.

## Griechische Amphoren

### Typen

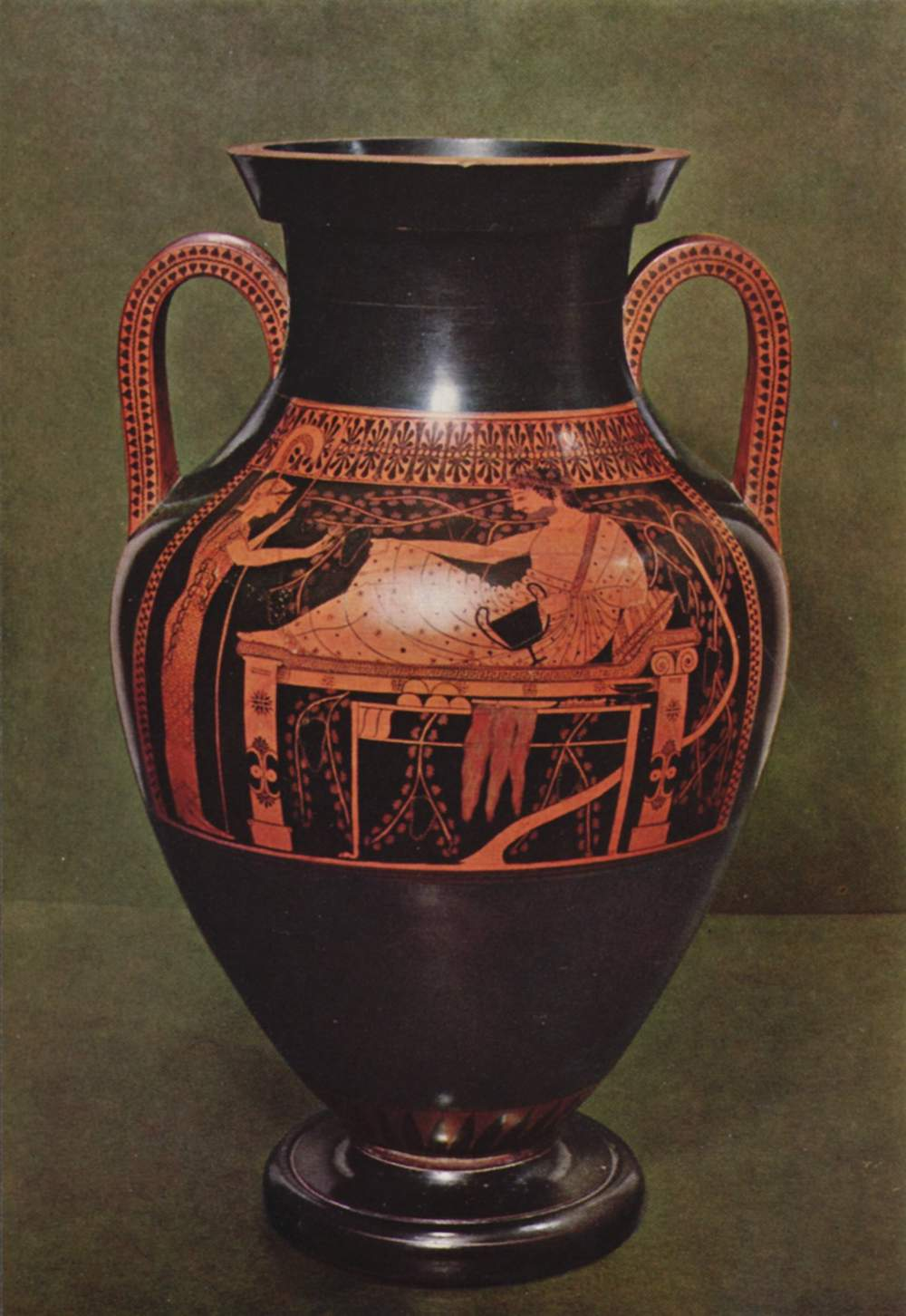
Bauchamphore des Andokides-Malers, Athena (stehend) und Herakles (liegend), München, Staatliche Antikensammlung 2301 A (um 520 v. Chr.)

Es gibt unterschiedliche Typen von Amphoren, die zu verschiedenen Zeiten gebräuchlich waren. Manche waren mit einem Deckel versehen. Für die Feinkeramik der archaischen und klassischen Zeit sind beispielhaft die folgenden Typen zu nennen. Bestimmte Typen finden sich auch in der Toreutik.

#### Halsamphora (ca. 6.–5. Jahrhundert v. Chr.)
Bei der Halsamphora sind die Henkel am Hals angebracht, der durch einen deutlichen Knick vom Bauch abgegrenzt ist. Es gibt zwei verschiedene Typen der Halsamphora:
- die Nolanische Amphora (Ende des 5. Jahrhunderts), welche nach dem Fundort Nola bei Neapel benannt ist, und
- die Tyrrhenische Amphora.

Einige Sonderformen der Halsamphora weisen gewisse Besonderheiten auf:
- die Spitzamphora, deren unteres Ende spitz und teilweise knopfartig zuläuft.
- die Loutrophoros, die zum Aufbewahren des Wassers während des Heirats- wie auch des Begräbnisrituals genutzt wurde.

#### Bauchamphora (ca. 640–450 v. Chr.)
Die Bauchamphora hat im Gegensatz zur Halsamphora keinen abgesetzten Hals, vielmehr geht der Bauch in einer Rundung in den Hals über. Ab der Mitte des 5. Jahrhunderts wurde sie kaum noch hergestellt.
Die Pelike ist eine Sonderform der Bauchamphora, die gegen Ende des 6. Jahrhunderts aufkam. Bei ihr ist der Bauch nach unten versetzt, der größte Durchmesser liegt also im unteren Bereich des Vasenkörpers. Der tiefe Schwerpunkt und der breite Fuß verleihen diesen Gefäßen einen besonders stabilen Stand.

#### Panathenäische Preisamphora
Eine Sonderform sind die Panathenäischen Preisamphoren mit schwarzfiguriger Bemalung, die zum athenischen Panathenäenfest hergestellt wurden und – offenbar aus kultischen Gründen – die schwarzfigurige Malweise noch jahrhundertelang nach ‚Erfindung‘ der rotfigurigen Malweise beibehielten.

### Ähnliche Formen
Antiken Amphoren ähnlich sind der Amphoriskos und der Pithos.

## Römische Amphoren

Römische Weinamphore vom Typ Dressel 1B. Legende: 1 = Mündung; 2 = Hals; 3 = Henkel; 4 = Schulter; 5 = Bauch; 6 = Fuß

### Allgemeines
Römische Amphoren dienten vorwiegend zum Transport und zur Lagerung von Grundnahrungsmitteln wie Olivenöl, Wein, Fischsaucen, Früchten und Getreide. Die Kapazität lag häufig bei 25 bis 26 Litern, was erklärt, dass der Begriff amphora sich im Laufe der Zeit zu einer wichtigen Maßeinheit für Flüssigkeiten wandelte (26,2 l). Große bauchige Olivenölamphoren aus der Baetica vom Typ Dressel 20 konnten mit einem Inhalt von 70 l bisweilen auch ein Gesamtgewicht von 100 kg erreichen. Gelegentlich sind Stempel auf diesen angebracht worden, wobei die Forschung unsicher ist, ob diese von den Töpfereien der Amphoren oder vom Produzenten des Olivenöls aufgebracht wurden. Wie die aufgemalten oder eingeritzten Zahlen und Buchstaben (graffiti bzw. tituli picti) sind sie eine bedeutende epigraphische Quelle zur Wirtschaftsgeschichte.
Bis in die 1960er Jahre standen besonders die Amphorenstempel und -formen im Mittelpunkt. In den 1970er und 1980er Jahren fanden internationale Diskussionsforen zur Amphorenforschung, darunter zur Typologie und Chronologie, statt. Ungefähr 1990 wurden die Amphoren aus Augst/Kaiseraugst zum ersten Mal ausgewertet, die zur Grundlage der Bearbeitung von Amphoren aus Mainz dienten.

### Typologische Klassifizierung
Als Zeugen einer vergangenen Handels- und Konsumware stellen die römischen Amphoren wichtige potenzielle Informationsträger zur Wirtschaftsgeschichte der Römerzeit dar und geben Auskunft über das Konsumverhalten der damaligen Bevölkerung. Die Amphoren blieben eine lange Zeit unbeachtet. Die Amphoren werden wie die übrige Keramik häufig nach Form, Herkunft und zusätzlich nach Inhalt klassifiziert, da ihre Anzahl und Vielfalt zur Bestimmung nur nach Form oder Herkunft zu groß ist.
Der deutsche Archäologe Heinrich Dressel stellte Ende des 19. Jahrhunderts die erste typologische Klassifizierung der zu seiner Zeit bekannten Amphoren auf. Die von ihm benannten Typen tragen seinen Namen, ergänzt um eine numerische Bezeichnung, die den Amphorentyp markiert (siehe Bildbeispiel „Dressel 1B“). Teilweise dient seine Einteilung noch heute als Grundlage für die Bezeichnung der verschiedenen Amphorentypen: Weinamphoren, wie Dr. 1, Dr. 2–4, Dr. 5, und Ölamphoren, wie Dr. 20 und Dr. 23, werden weiterhin nach ihm benannt (Dr. = Dressel). Dressels Arbeit entstand unter anderem aus der Beschäftigung mit stadtrömischen Funden, darunter mit dem Monte Testaccio einer der größten Fundkomplexe römischer Amphoren, und wurde aufgrund der Kleininschriften im Corpus Inscriptionum Latinarum veröffentlicht. Weitere römische Amphorentypen sind nach Forschern wie dem italienischen Unterwasserarchäologen Nino Lamboglia oder Fundorten wie Augst benannt.

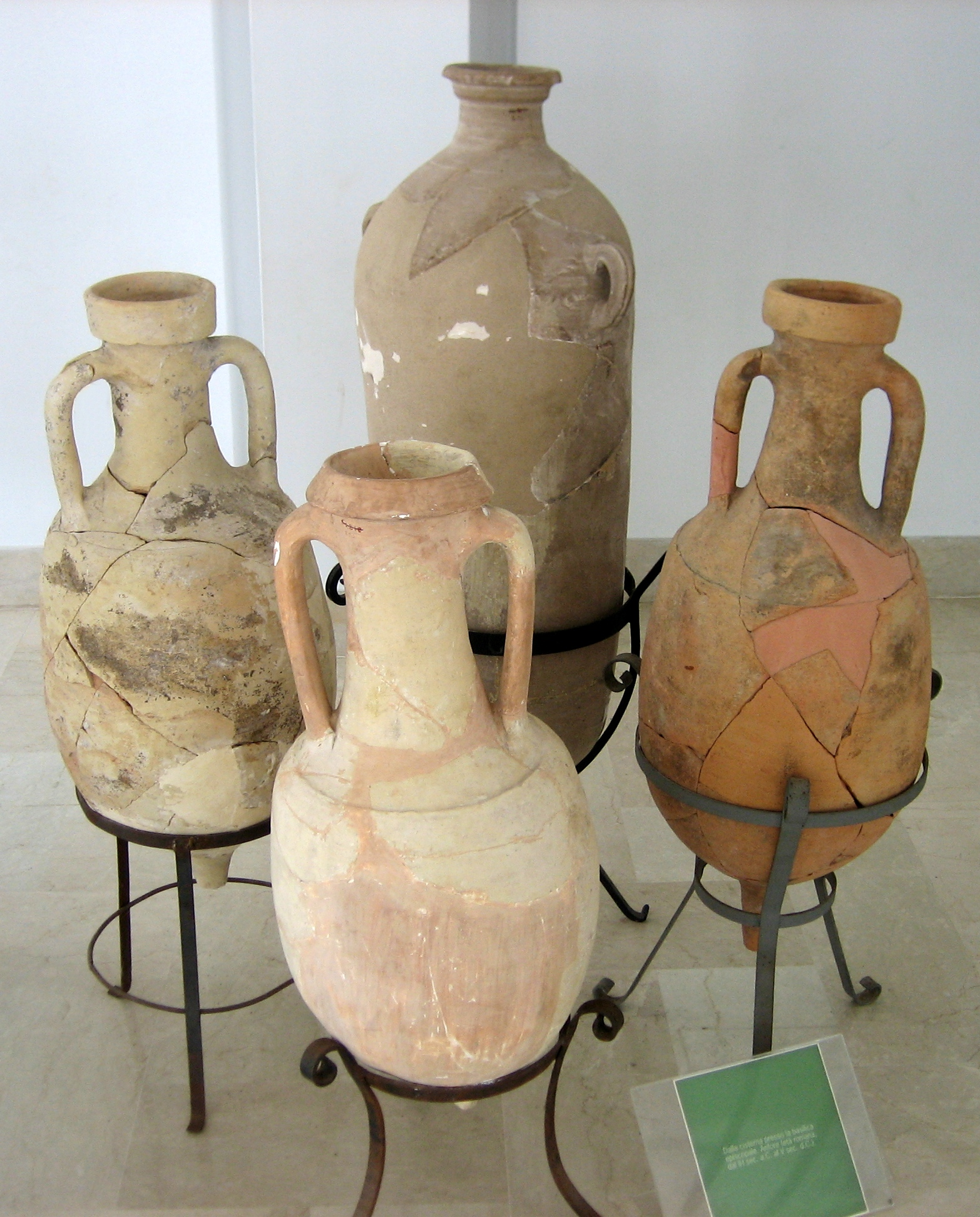
Amphoren aus Gnathia in Apulien
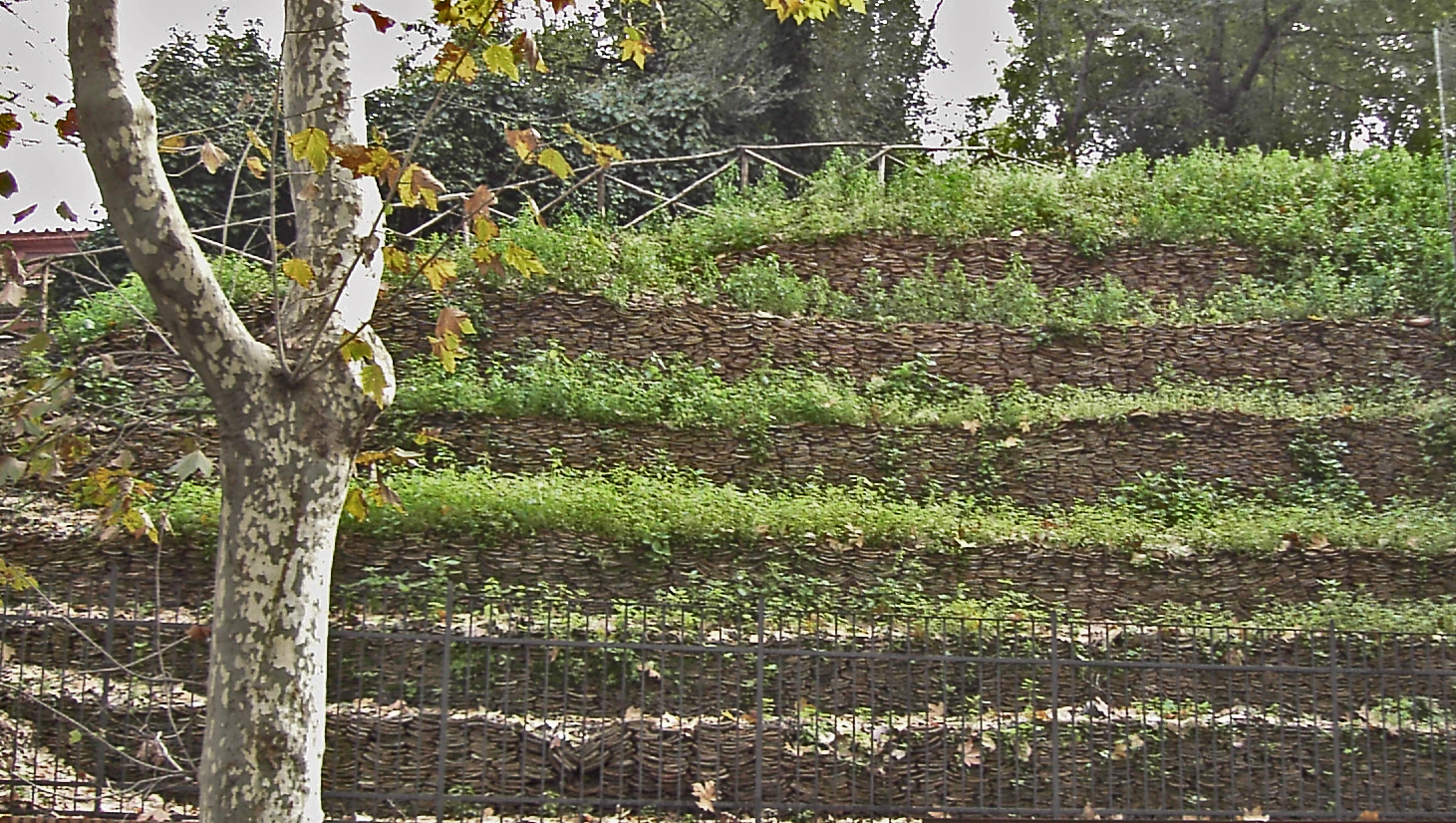
Monte Testaccio in Rom
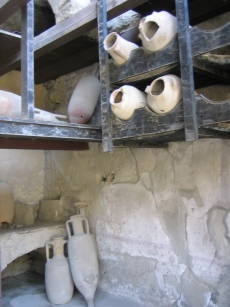
Originale Ladeneinrichtung aus Herculaneum in Kampanien (79 n. Chr.)
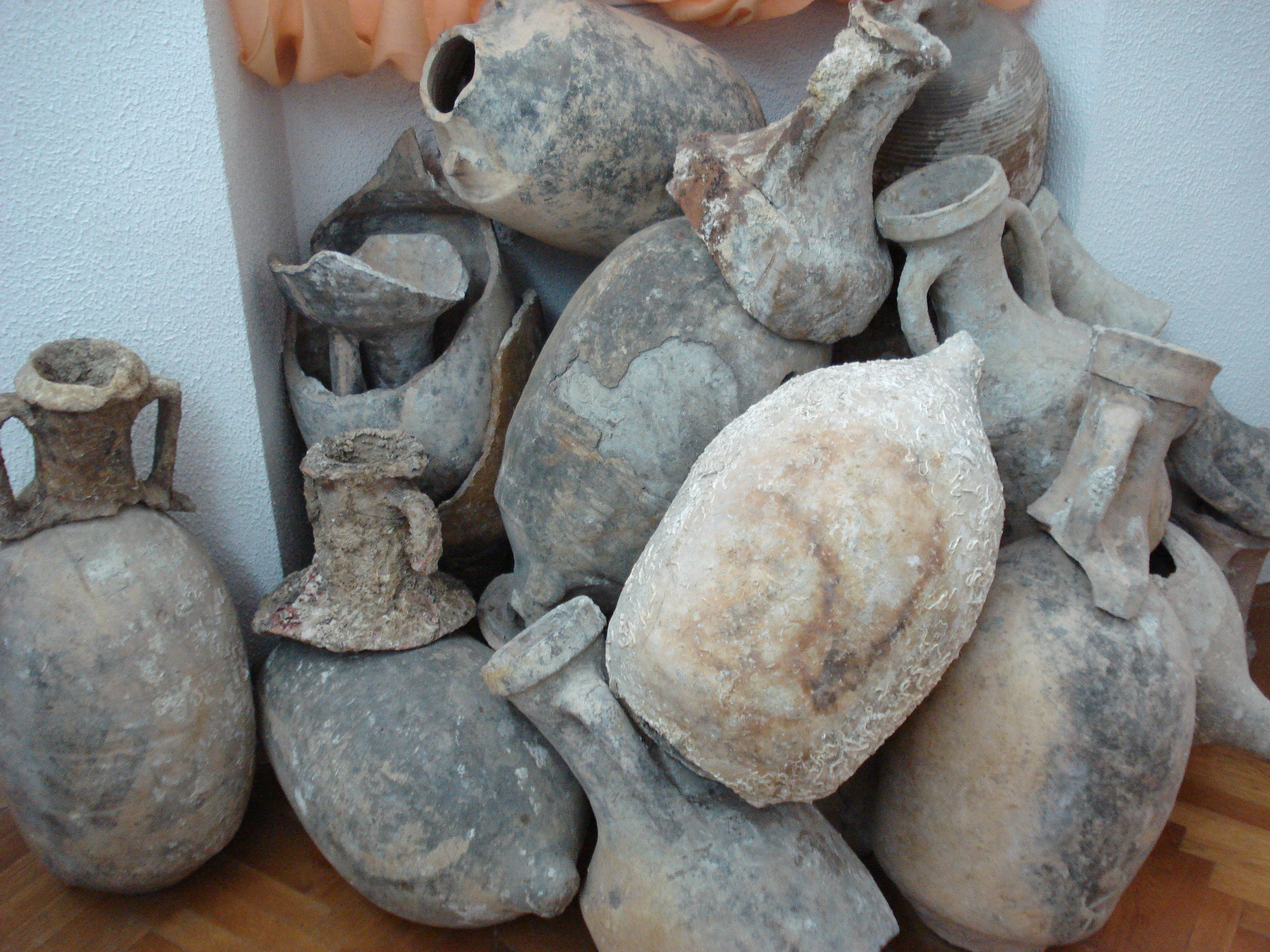
Amphoren im Stadtmuseum in Makarska, Kroatien

### Herstellung und geographische Klassifizierung
Die Behälter wurden meistens dort hergestellt, wo sie zur Abfüllung von Waren benötigt wurden und von wo aus sie verkehrsgünstig zu ihren Absatzgebieten und Bestimmungsorten abtransportiert werden konnten. Aus Form und Herkunft der Amphoren ist es möglich, die transportierten Produkte und ihre Handelswege zu bestimmen.
Durch die naturwissenschaftlichen Untersuchungen zur Herstellung der Amphoren werden zur Bestimmung der Herkunft die Art der Tonmischung und die Brenntemperatur erkundet. Zuerst wird geprüft, welche und wie viele Tonarten bei der Herstellung benutzt wurden und ob die Gefäße ein natürliches sedimentäres Gefüge haben, bzw. ob zusätzliche Magerungen zur Tonmischung hinzugefügt wurden. Danach bestimmt man die Brenntemperatur. Obwohl auch die Schwach- und Überbrandproben existieren, wurde als Normalbrand eine Brenntemperatur von ca. 950 °C für die meisten italischen Amphoren angestrebt.

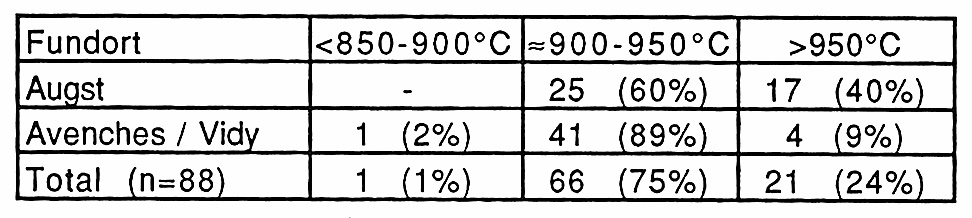
Brenntemperaturen der untersuchten italischen Importe aus Augst und Avenches/Vidy
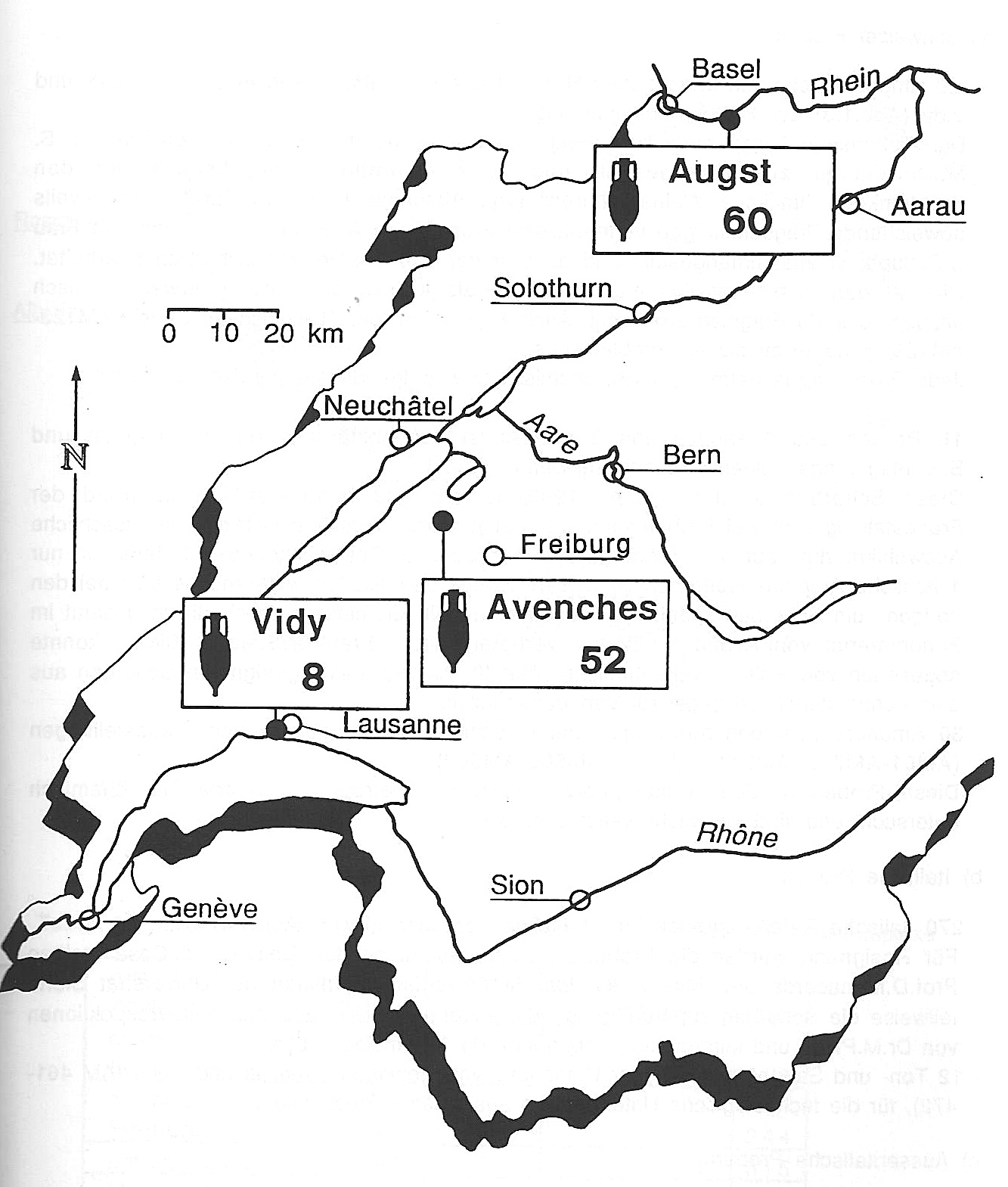
Schweizer Fundorte der herkunftsmäßig zu bestimmenden Amphorenscherben. (Zahlen = Anzahl untersuchter Scherben)
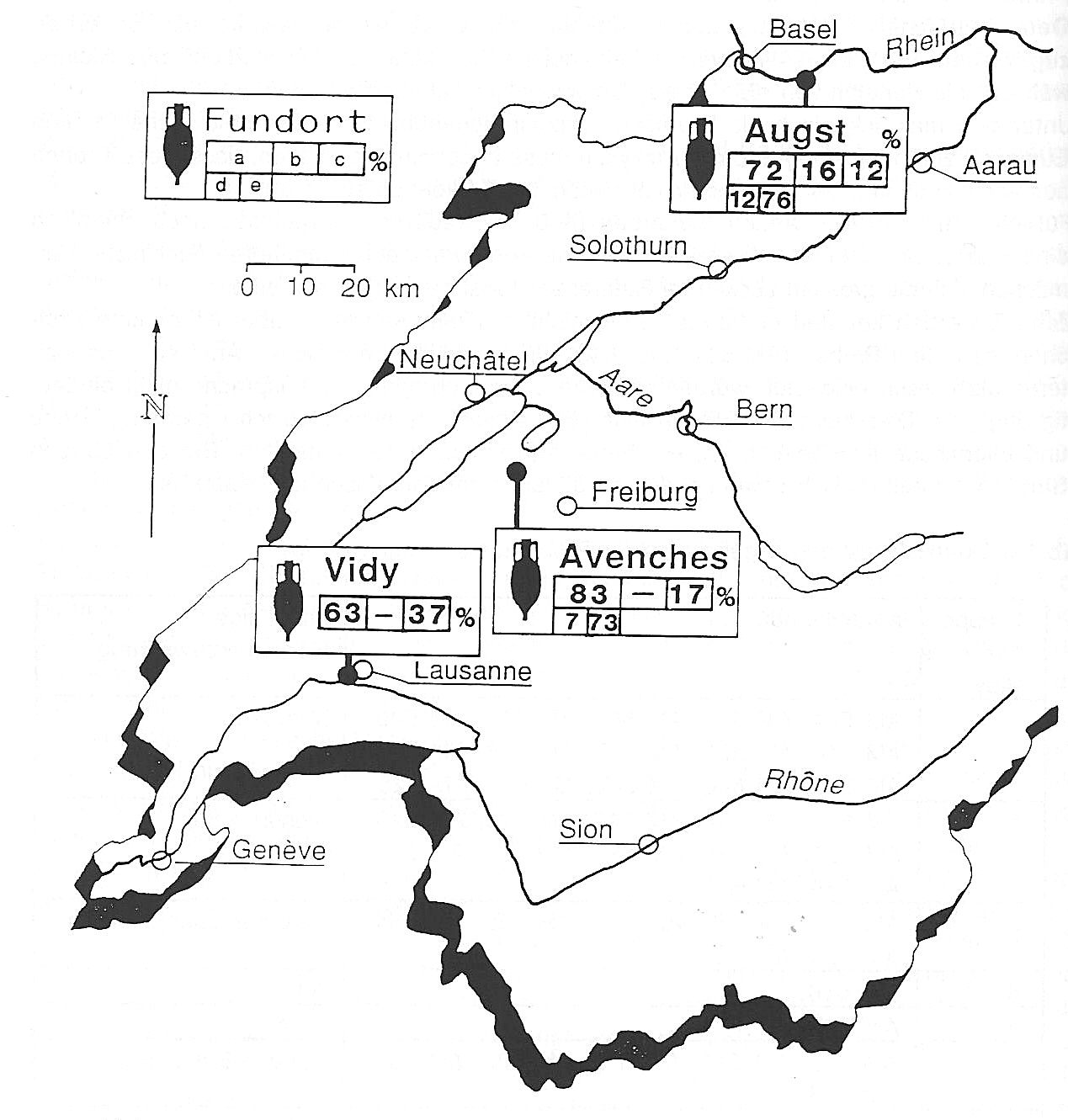
Anteilsmäßige Aufteilung der Provenienzen: a) Italien, b) außerhalb des von den Referenzgruppen abgedeckten Gebietes, c) unbestimmt, d) Etrurien, e) Südlatium

### Inhalt und Gebrauch
Amphoren wurden überwiegend als Transportmittel, Vorratsspeicher oder als Grabbeigaben verwendet. Aber sie dienten in der Antike hauptsächlich zum Transport bestimmter Lebensmittel, sozusagen als die Container der Antike. Die Amphoren wurden im Süden mit verschiedenen Waren gefüllt und speziell in den Norden verhandelt, wo wegen des anderen Klimas entsprechende Produkte nicht angebaut und hergestellt werden konnten. Die Haupthandelsrouten führten über das Mittelmeer und andere Wasserwege. Großsegler hatten Platz für bis zu 10.000 Amphoren, da sie mehrmals gestapelt werden konnten. In der Regel wurde die gleiche Ware in gleiche Gefäße abgefüllt. Nur in Einzelfällen gibt es Hinweise auf außergewöhnliche Amphoreninhalte. Zu den in den Amphoren importierten Waren kann man beispielsweise Olivenöl aus adriatischen Süditalien (Brindisi) und Nordafrika (Tripolitana I), eingelegte Oliven aus Marokko (Schörgendorfer 558), Weine aus Katalonien, Südfrankreich, Italien (Dressel 2–4), Kreta, Rhodos (Camulodunum 184) und Nordafrika, Fischsauce aus adriatischen Oberitalien (Dressel 6A) oder Feigen und Datteln aus Ägypten und Syrien zählen.
Entweder dominieren innerhalb einer Warengruppe die Amphoren eines Typs oder es liegen Amphoren verschiedener Formen in mehr oder weniger gleichen Mengen vor. Bemerkenswert ist, dass sie, wenn sie ihre Funktion, den Warentransport, erfüllt hatten, kein zweites Mal in gleicher Weise verwendet wurden. Sie wurden entweder ohne weitere Nutzung als Müll entsorgt oder etwa zum Sarg, Urinal, Baumaterial oder auch antiken Molotow-Cocktail umfunktioniert. Sie waren für eine Weiterverwendung attraktiv aufgrund ihrer massenhaften Verfügbarkeit. In Augst und Kaiseraugst wurden knapp 6.000, in Mainz 5.000, im Mainzer Umland 7.500, in Legionslager von Dangstetten und in Neuss jeweils 1.500 Amphoren gefunden. Über ihre vielfältigen Einsatzbereiche geben neben den Schrift- und Bildquellen auch die archäologischen Befunde und Funde Auskunft. Einige der berühmtesten Beispiele zu den Schütthügeln bzw. Abfalldeponierungen, die aus Amphoren bestehen, wären der Schutthügel des Legionslagers auf dem Kästrich in Mainz und der Amphoren-Depot am Dimesser Ort und am Hopfengarten in Mainz.

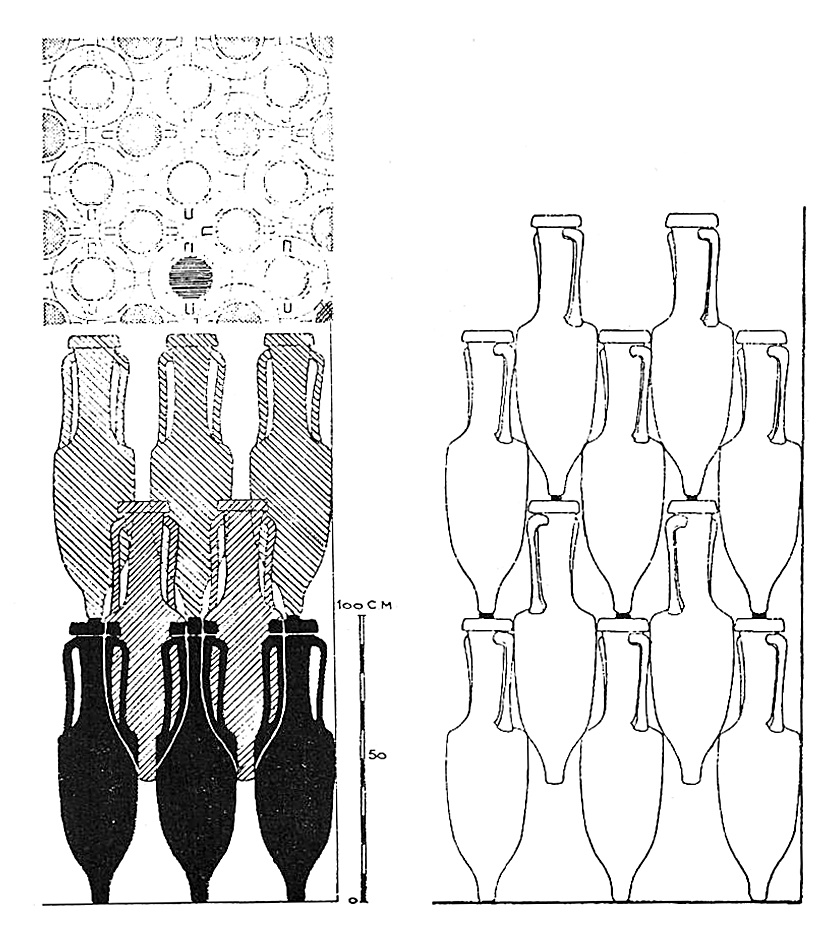
Schema der Stapelung der römischen Amphoren auf dem Frachter des M. Sestius (Darstellung von P. Pironin)
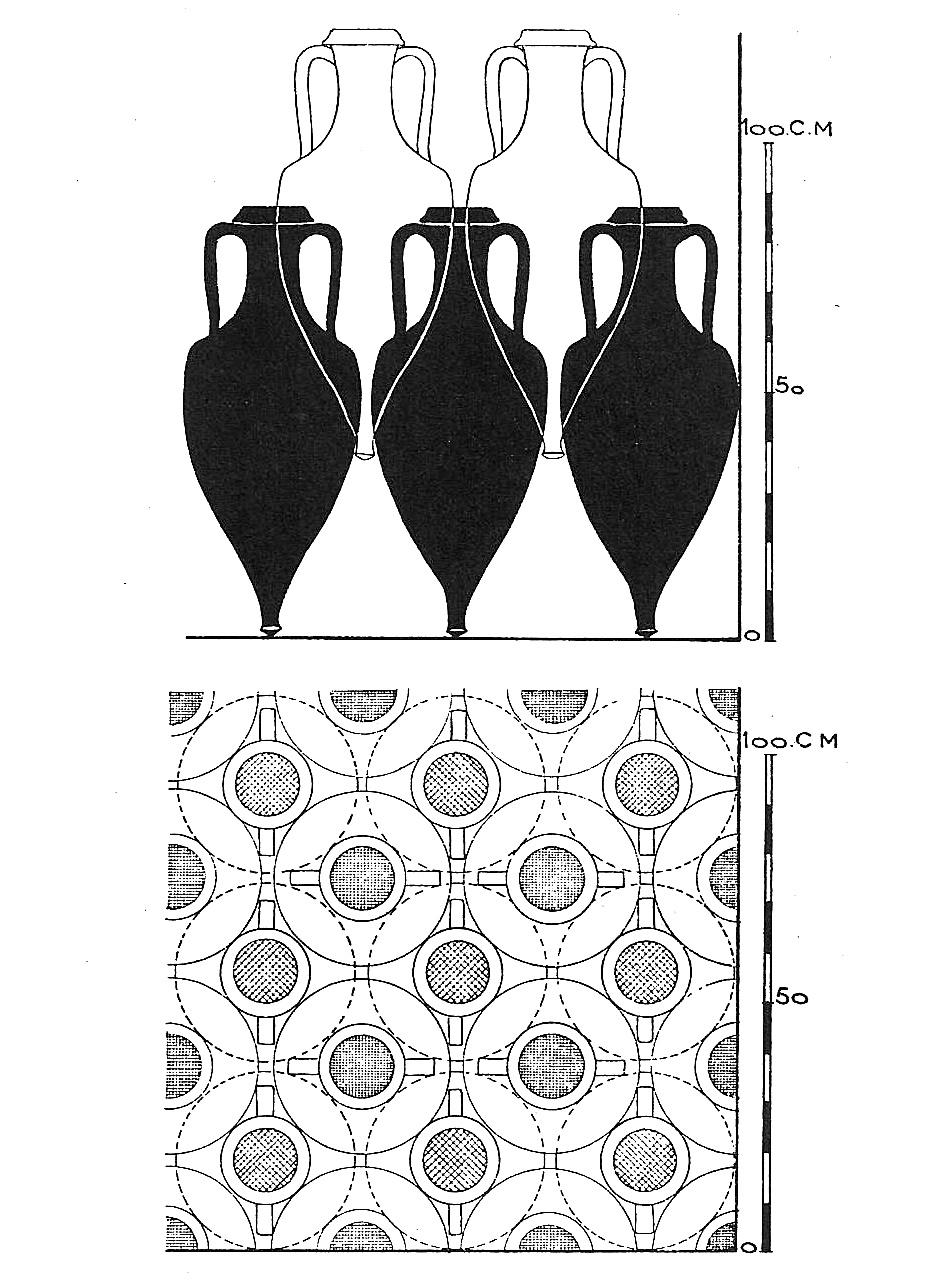
Schema der Stapelung der griechisch-italischen Amphoren
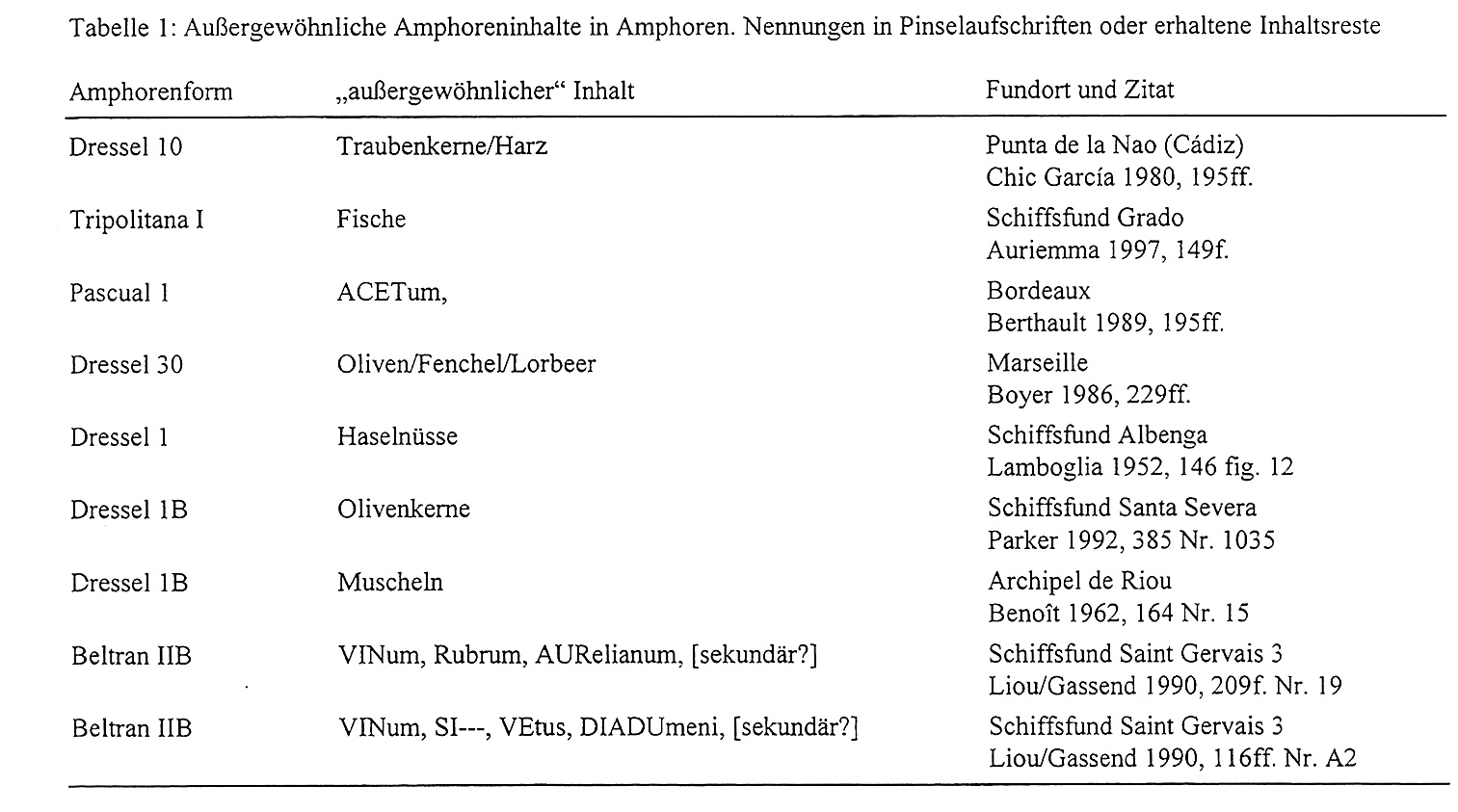
Außergewöhnliche Inhalte in Amphoren
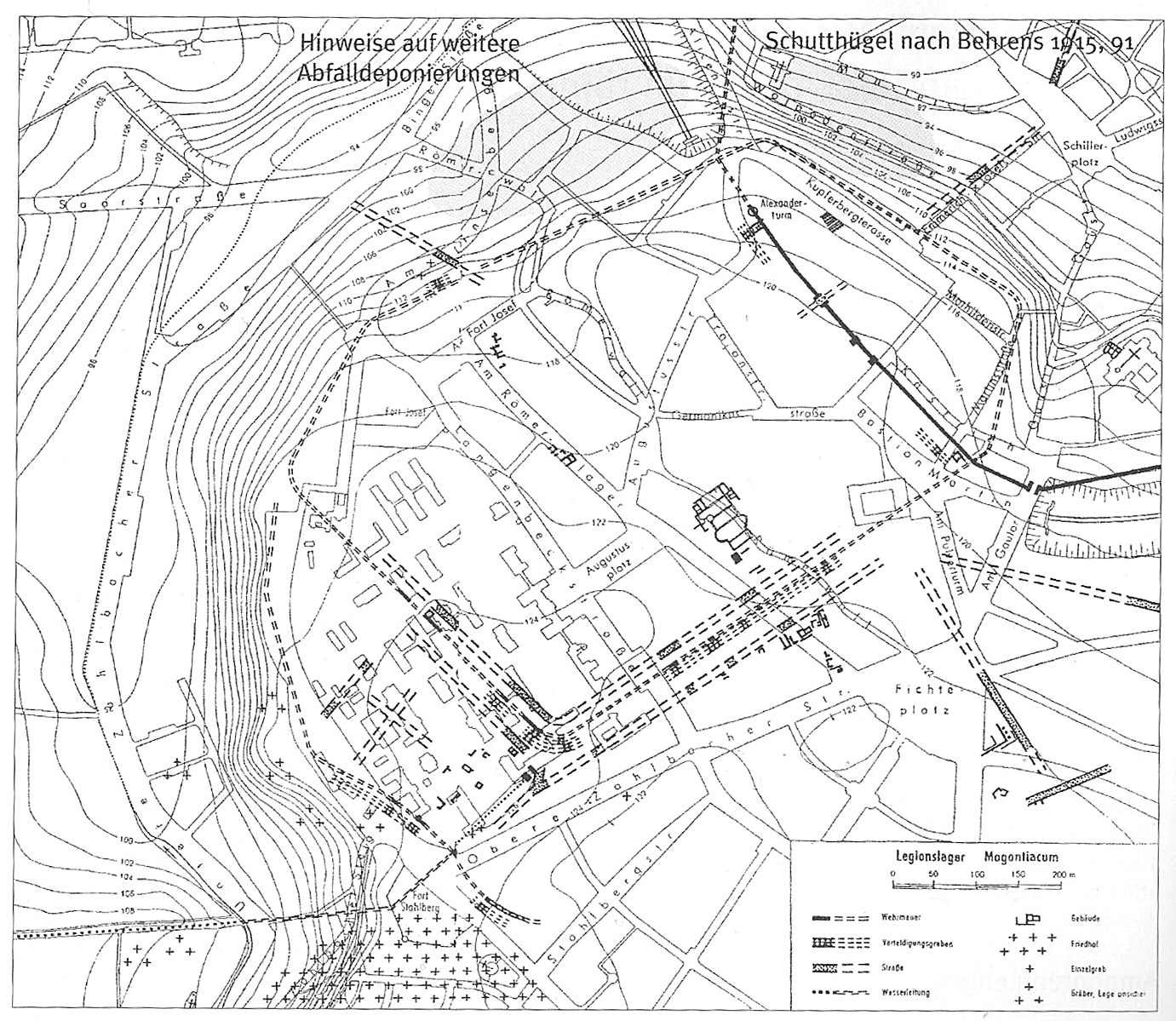
Vermutete Lage der Schutthügel des Legionslagers auf dem Kästrich in Mainz
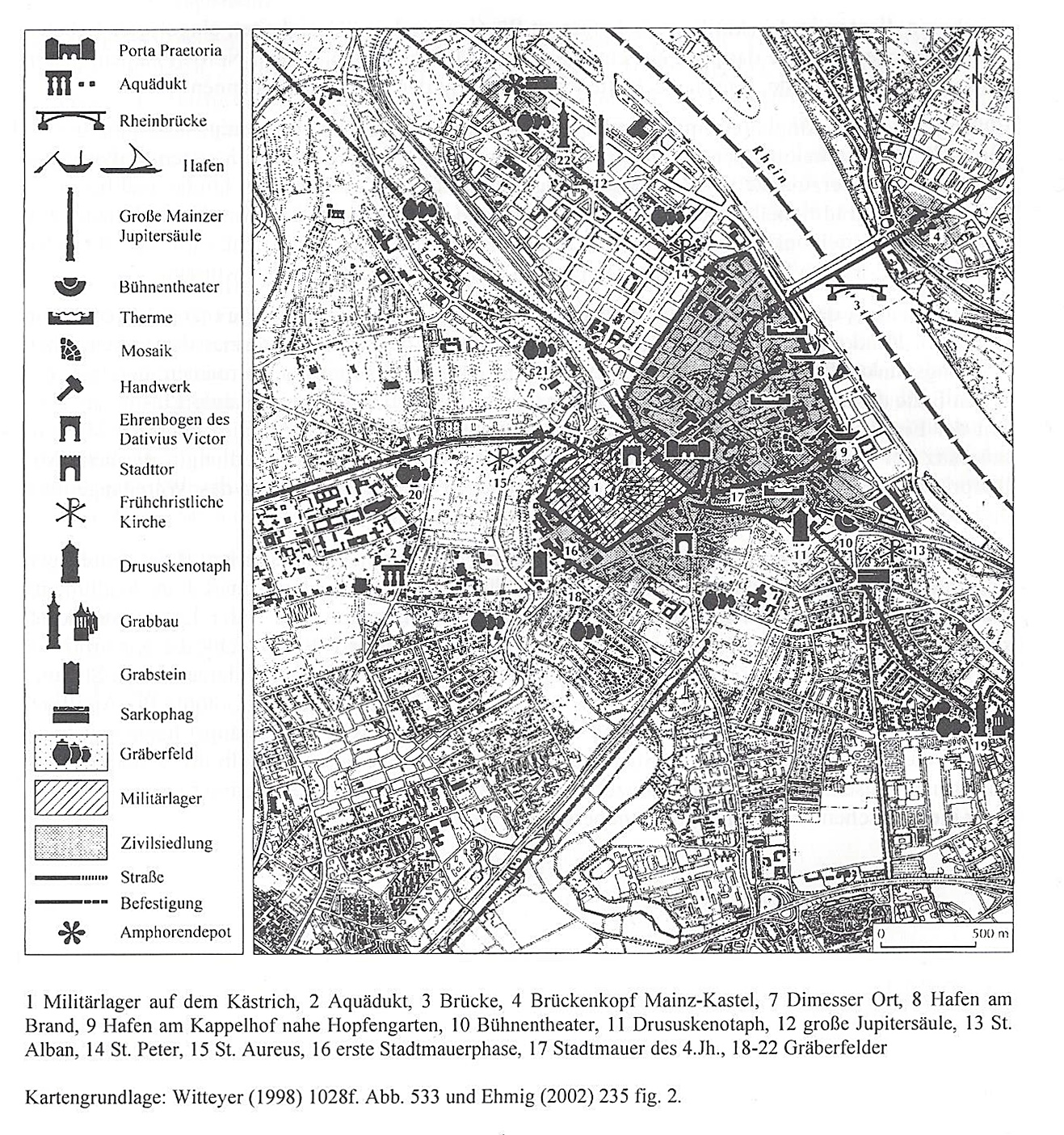
Lage der Amphorendepots am Dimesser Ort und am Hopfengarten im römischen Mainz

### Graffiti auf Mainzer Amphoren
In die noch ungebrannten Amphoren werden bestimmte Stempel eingedrückt, die man Graffiti oder Marken ante cocturam nennt. Bei den Mainzer Amphoren sind mehr als 200 Ritzungen und Marken zu verzeichnen. Nur wenige davon erlauben Aussagen zu Warenkennzeichnung und Warenbesitzern. Graffiti und Marken ante cocturam stehen in Zusammenhang mit der Gefäßproduktion und beziehen sich weder auf die abzufüllende Ware noch ihren späteren Besitzer.
Zahlreiche post cocturam-Ritzungen sind derart stark verkürzt oder fragmentiert erhalten, dass eine Deutung nicht möglich ist. Die Graffiti post cocturam enthalten vor allem Hohlmaße und nennen Personen oder Gruppen, die als mögliche Produktbesitzer zu interpretieren sind. Die Graffiti vermitteln damit andere Informationen als die Pinselaufschriften.
Firmenzeichen wie Dreizack, Anker, Palmette oder Stern geben zusätzlich Auskunft über die Herkunft der Amphoren.

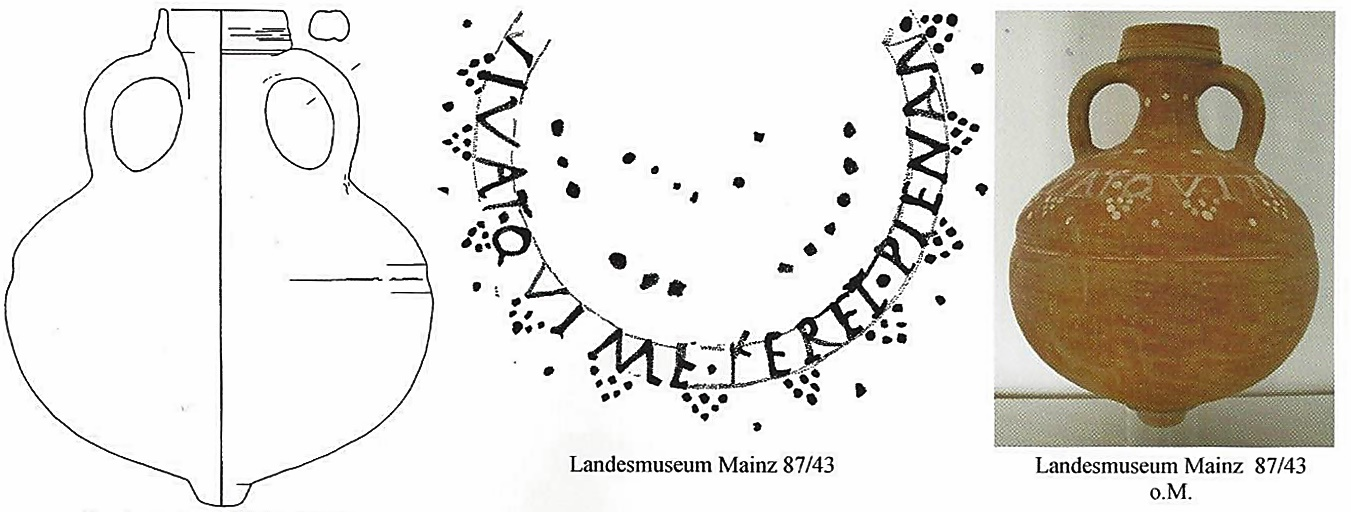
Miniatur von Dressel 20-Imitationen in Rotfirnisware (Trinkspruch lat.: „VIVAT QUI ME FERET PLENAM“, dt.: „Es lebe der, welcher mich voll/vollständig tragen wird!“)
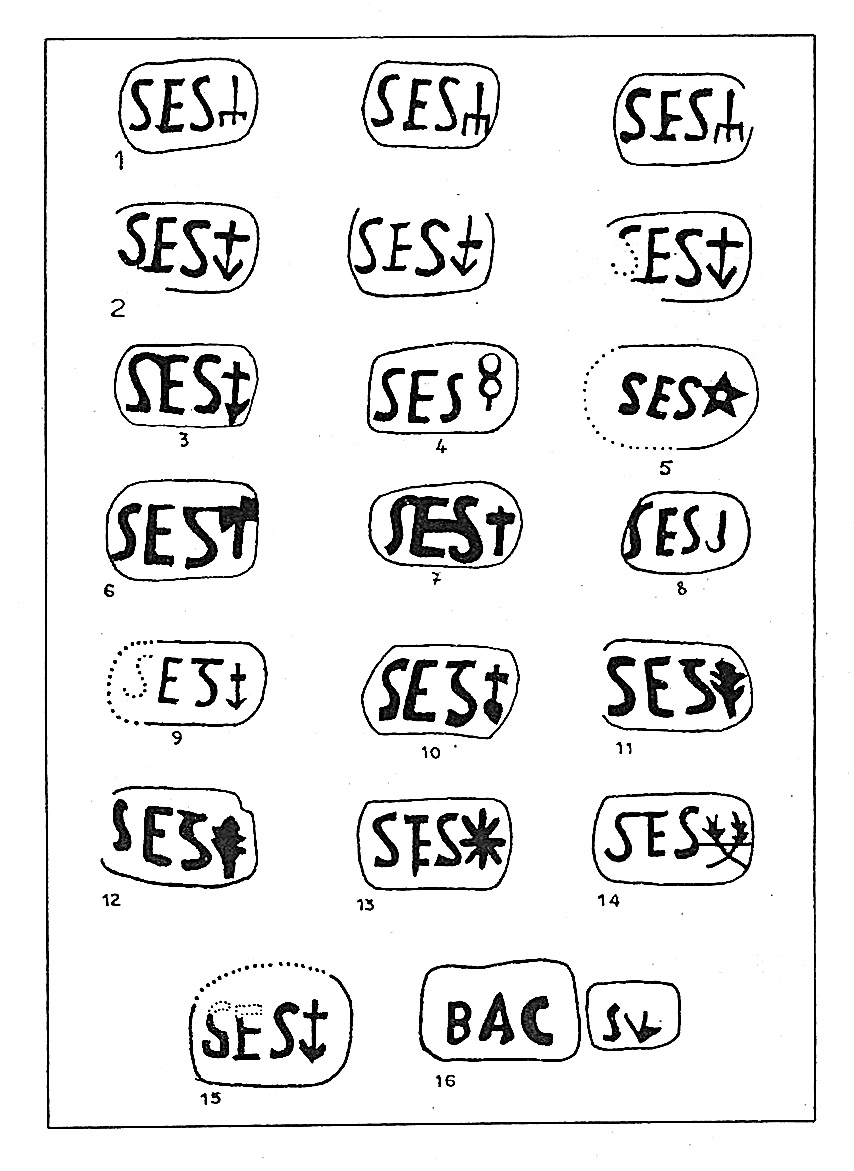
Stempel ante cocturam, „SES“ für Sestius + Firmenzeichen
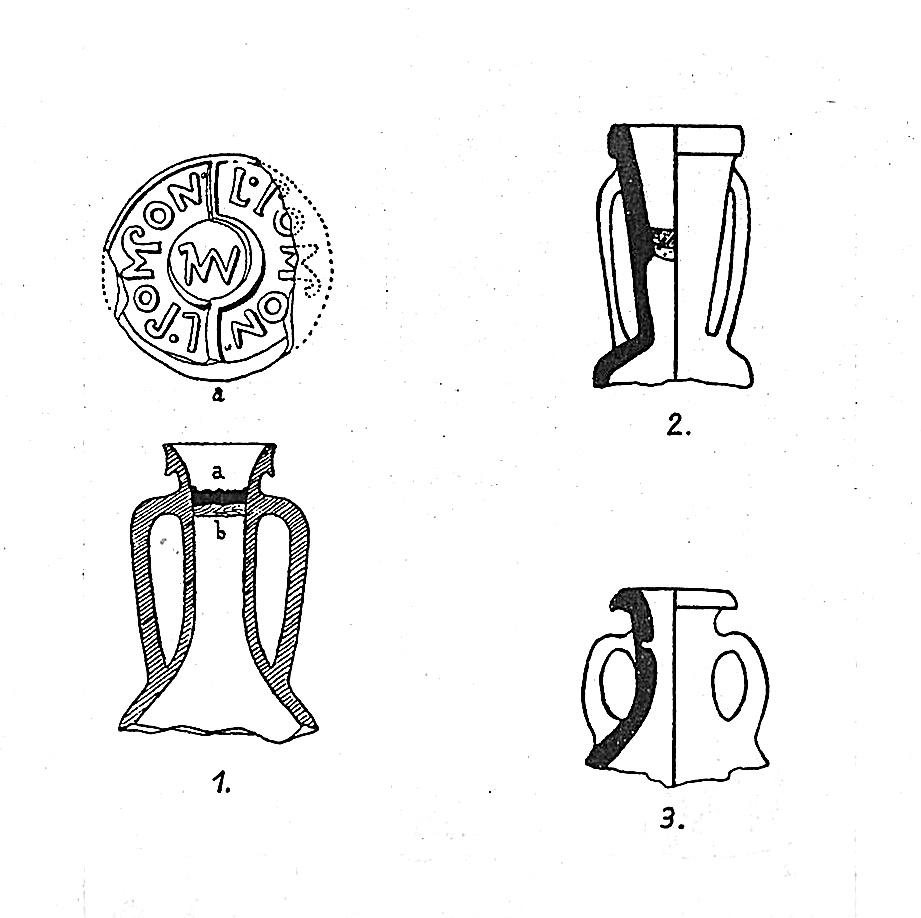
Hals der Amphore vom Wrack der Sainte Marie, Stempel: „L. Pomponius“

### Verbreitung der Amphoren
Anders als das importierte Tafelgeschirr handelt es sich bei den Amphoren um reine Transportbehälter, die in Siedlungen, Gräbern und Schiffswracks gefunden werden und größtenteils aus dem Fernhandel stammen. Ihre geographische und teilweise weite Streuung entspricht dem Vertrieb und Absatz des Inhalts. Daher werden in den Verbreitungskarten die Liefergebiete dieser Amphoren dargestellt, nicht die Herstellungsgebiete, die nur durch die Stempel oder naturwissenschaftliche Untersuchungen lokalisiert werden.
Durch die Analysen an den Resten der Inhalte werden Form, Chronologie, Herkunft und importierte Handelsware (meistens mediterrane Lebensmittel) bestimmt. Dies gilt insbesondere für die Amphoren der frühen und mittleren Kaiserzeit, während in der Spätantike der Zusammenhang von Form und Inhalt nicht immer klar ist.
Von Ausnahmen abgesehen handelt es sich bei den kartierten Fundplätzen um Siedlungsfunde, also im Rahmen der Siedlungsaktivitäten geleerter und schließlich weggeworfener Amphoren, die aus der Literatur und durch Autopsie bekannt geworden sind. Die Verbreitung der Amphoren spiegelt allerdings – wie immer bei archäologischen Karten – auch den Forschungsstand. Verbreitungskarten von Amphoren gab es bisher hauptsächlich für den Mittelmeerraum. Mit der Verteilung und damit den Fragen von Absatzgebieten und Handelswegen in den Provinzen nördlich der Alpen befasste man sich noch wenig.

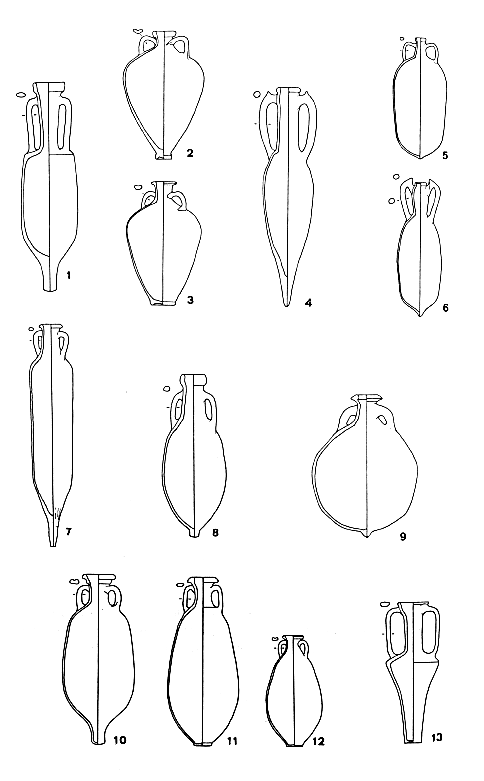
Die Formen einiger früh- und mittelkaiserzeitlichen (7 spätrömisch) Amphoren: 1) Dressel 1, 2) Gauloise 4, 3) Gauloise 5, 4) Camulodunum 184, 5) Crétoise 1, 6) Dressel 43, 7) Keay 25, 8) Dressel 6, 9) Dressel 20, 10) Dressel 10 similis / Lyonnaise 3, 11) Dressel 9 similis / Lyonnaise 3, 12) Augst 17 / Lyonnaise, 13) Schörgendorfer 558
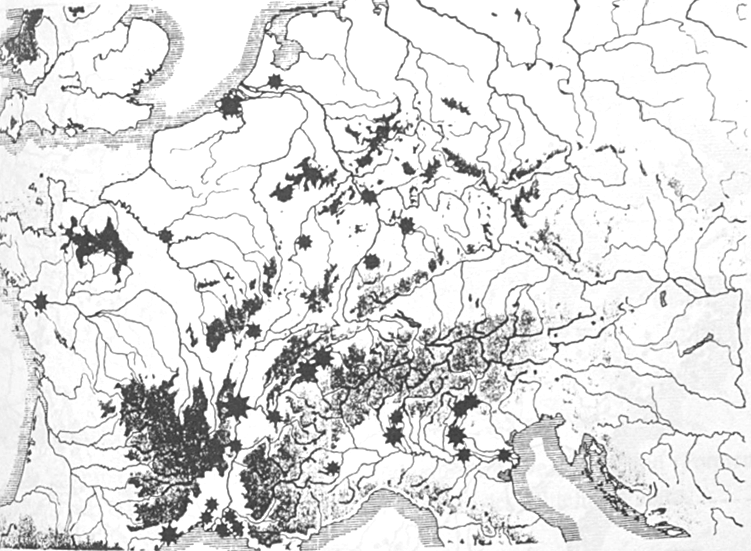
Die Verbreitung der Inschriften in Gallien, Oberitalien und den Rheinprovinzen
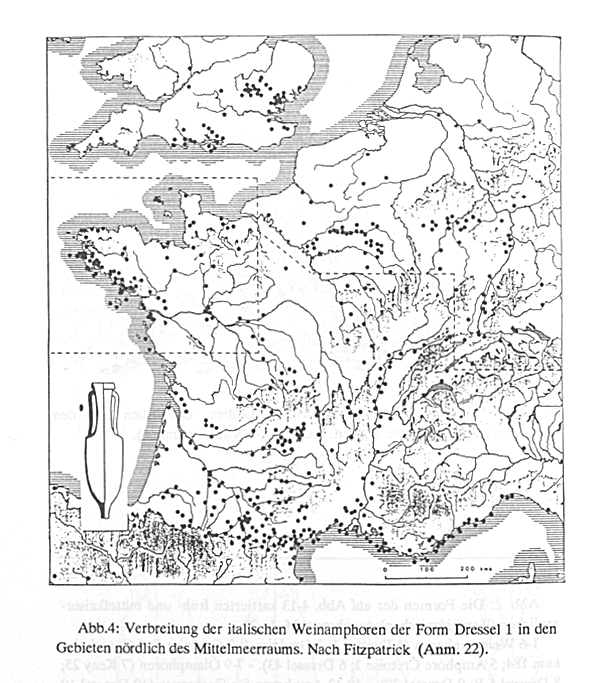
Die Verbreitung der italischen Weinamphoren der Form Dressel 1 in den Gebieten nördlich des Mittelmeerraums
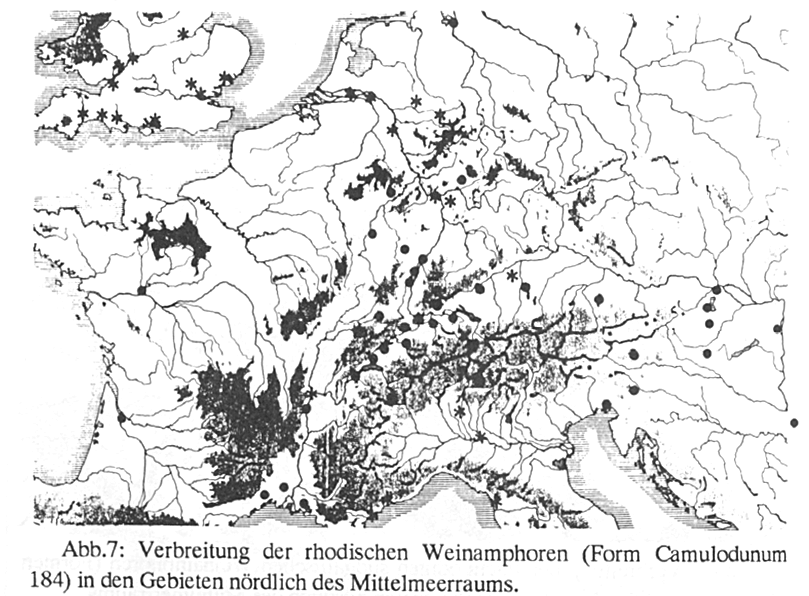
Die Verbreitung der kretischen Weinamphoren (Formen Knossos 1/AC 1 sowie Dressel 43/AC 2)

### Hochwertige Amphoren
Neben den für Handel, Transport und Lagerung von Waren verwendeten Spitzamphoren finden sich gelegentlich auch hochwertigere Amphoren, beispielsweise aus Glas und Metall. Diese Amphoren besitzen in der Regel einen Fuß. Die Form der Amphora wurde in römischer Zeit allerdings nur selten aufgegriffen, manchmal in der Art einer Pelike; andere Gefäßformen (etwa Kannen) sind sehr viel häufiger.
Die Portlandvase mit ihren Kameoglas-Reliefbildern hat im 18./19. Jahrhundert eine starke Vorbildwirkung auf die Kunst jener Zeit ausgeübt.

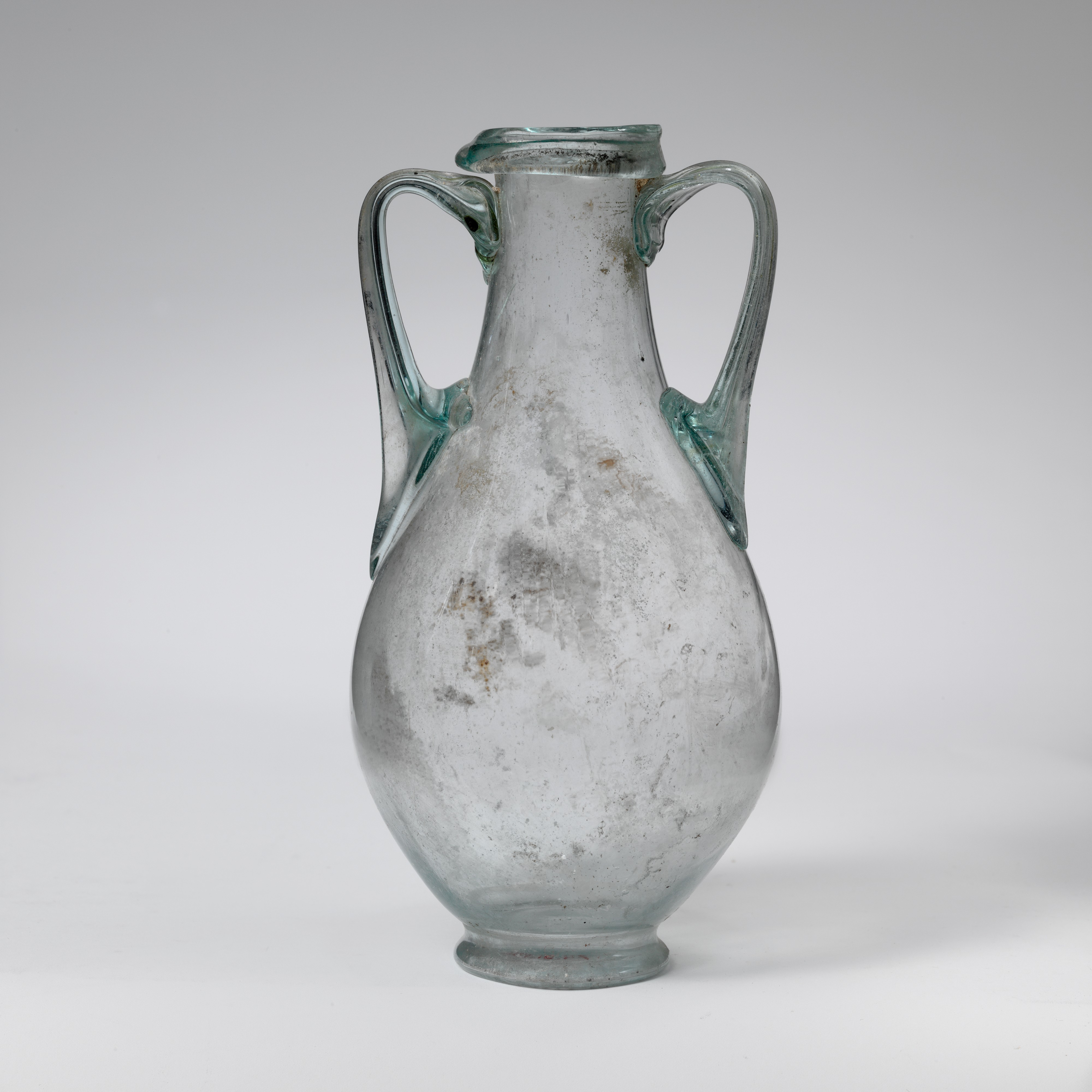
Glas-Amphora, Metropolitan Museum of Art
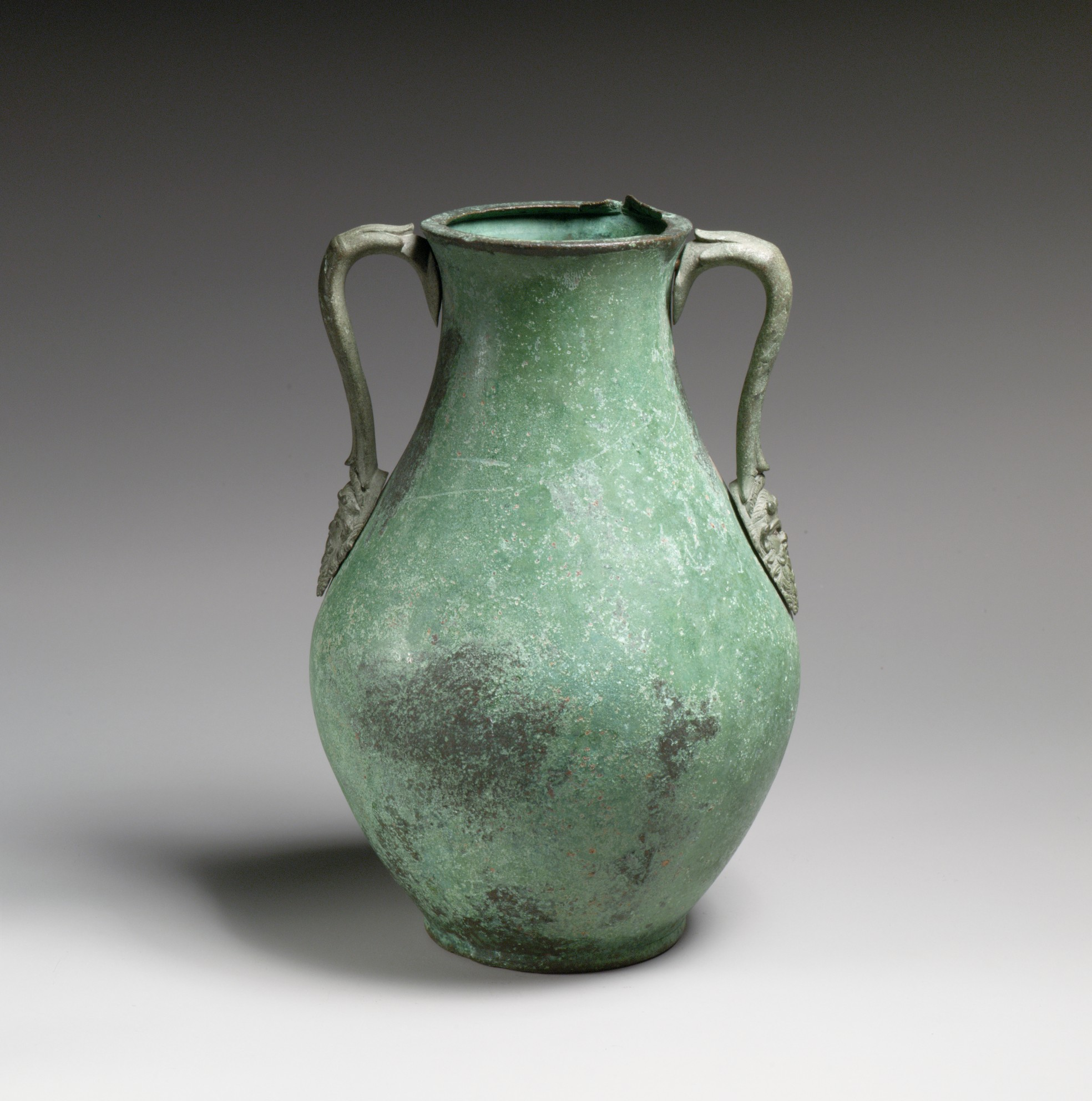
Bronze-Amphora in der Art einer Pelike, Metropolitan Museum of Art
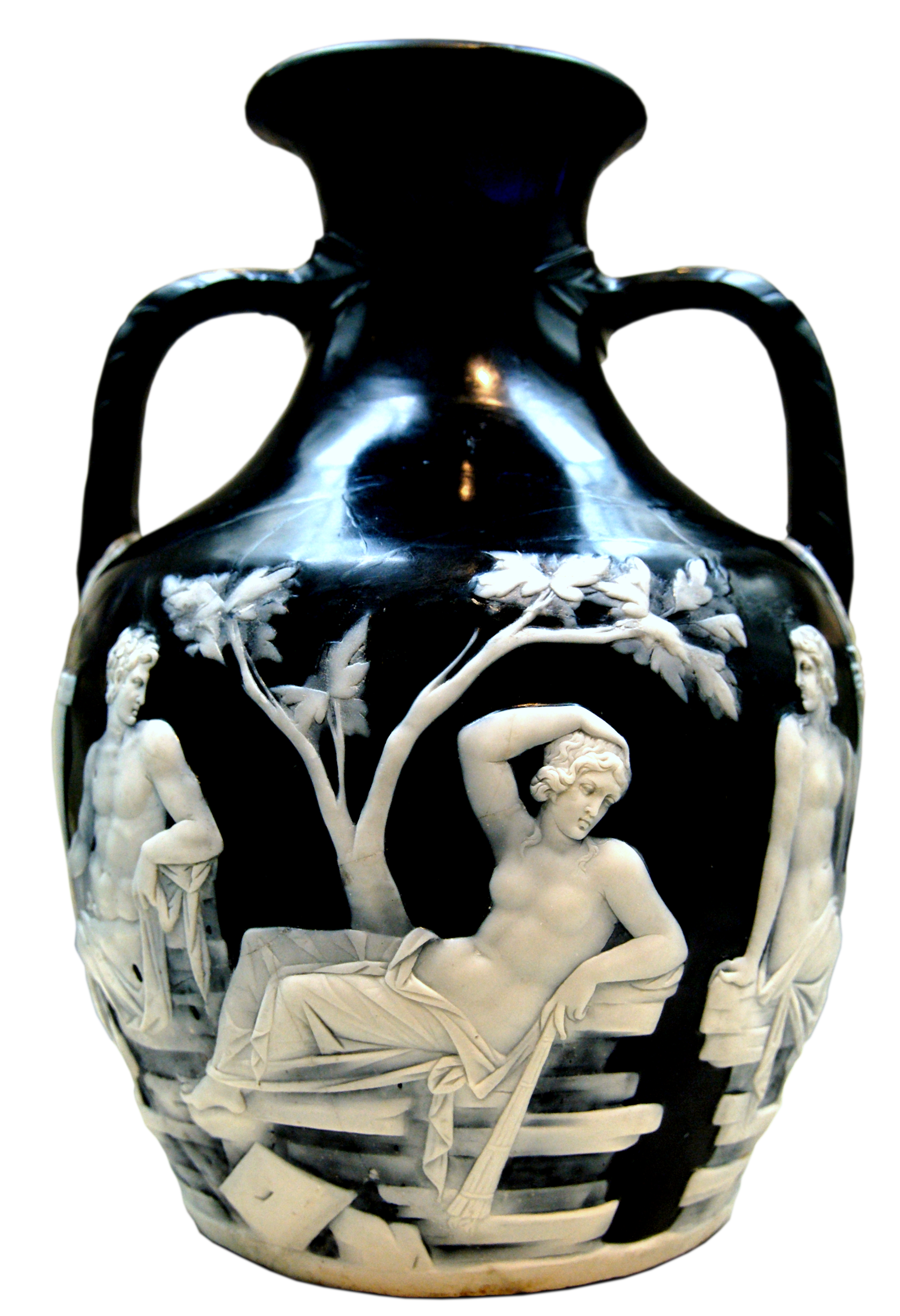
Portlandvase, British Museum
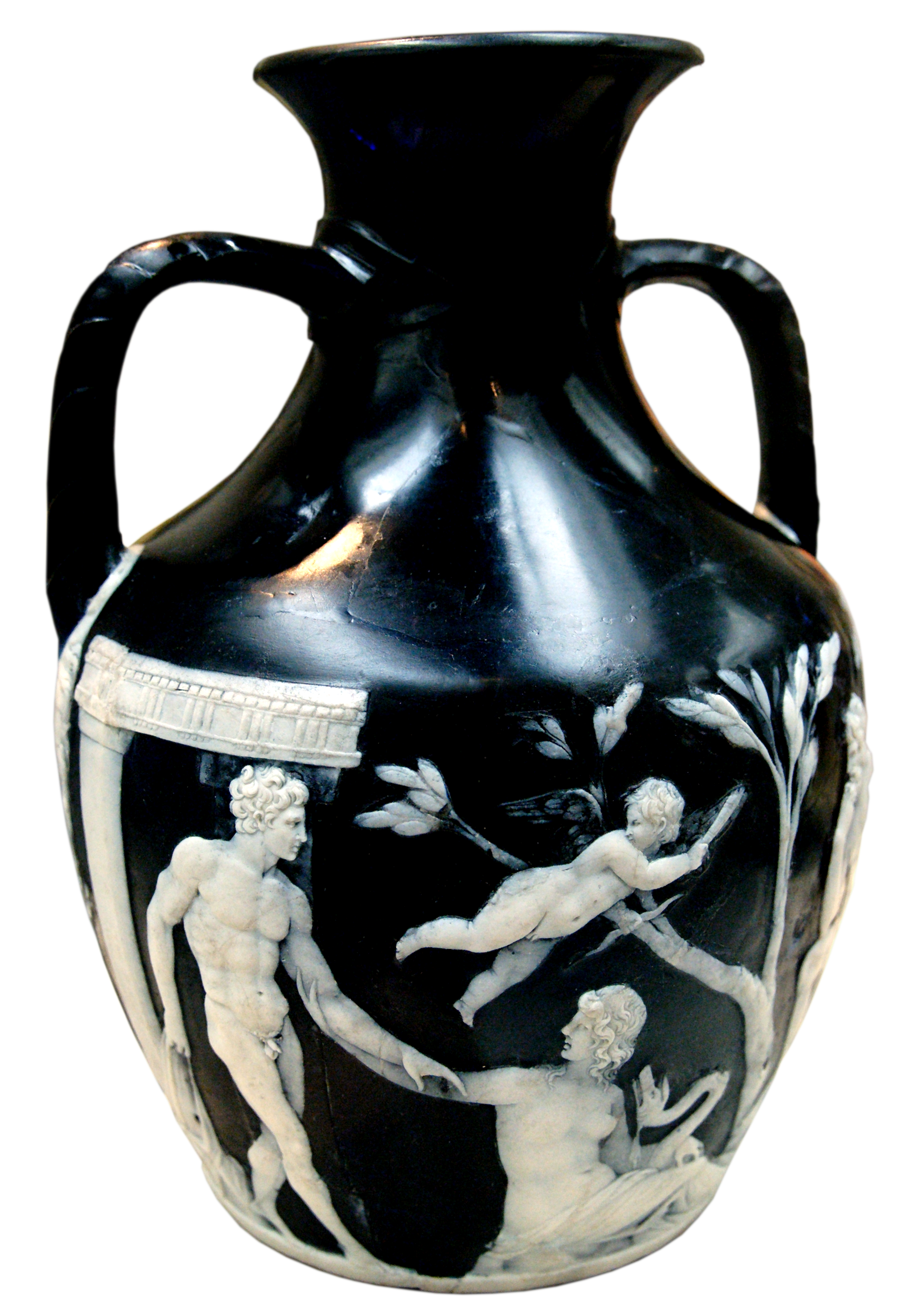
Portlandvase, British Museum
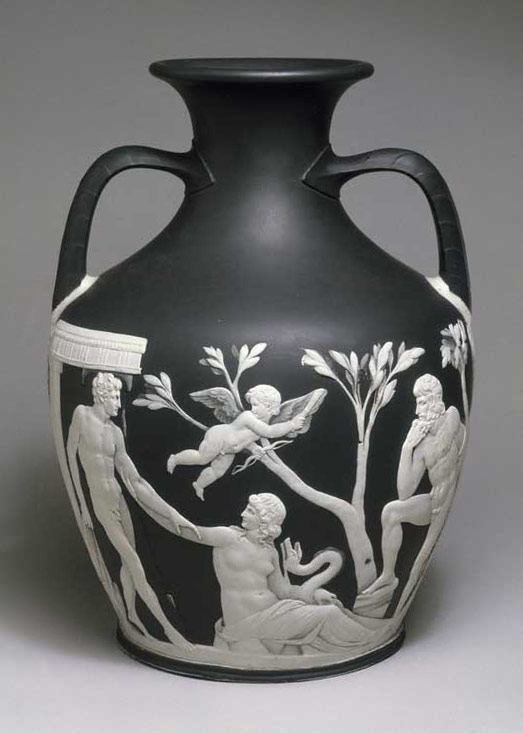
Nachbildung der Portlandvase in Wedgwood-Keramik, um 1790, Victoria and Albert Museum
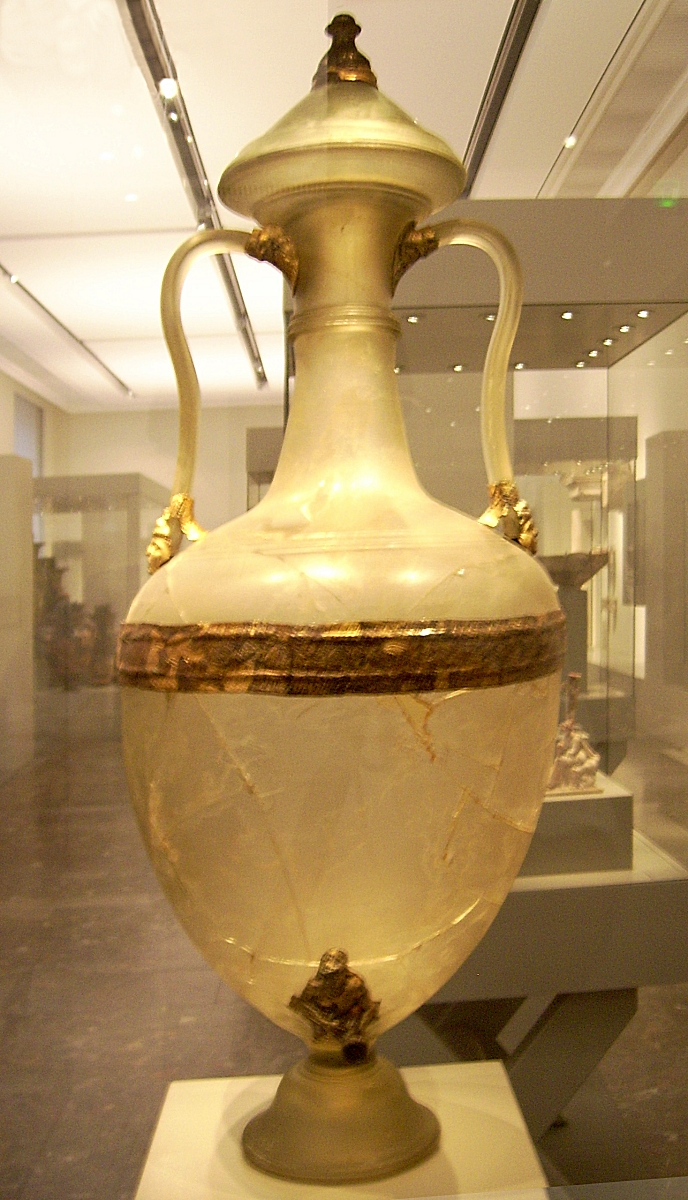
Berliner Glasamphora aus Olbia, 2. Hälfte des 2. Jahrhunderts v. Chr., Antikensammlung Berlin

## Amphoren des Mittelalters und der Neuzeit
In der Tradition antiker Amphoren wurden diese im byzantinischen Raum aber auch in Spanien bis weit ins Mittelalter hinein produziert. In der frühen Neuzeit wurden Amphoren auch in Großbritannien hergestellt. Formal verändern sie sich gegenüber der Antike, indem sich anstelle der Spitzböden gerundete Boden durchsetzen, In der südspanischen Produktion verlieren sich in der frühen Neuzeit sogar die Doppelhenkel, so dass ein definierendes Merkmal der Amphoren verloren geht.